# Csólyospálos
Csólyospálos este un sat în districtul Kiskunmajsa, județul Bács-Kiskun, Ungaria, având o populație de 1.685 de locuitori (2011). 

## Demografie
Componența etnică a satului Csólyospálos
     Maghiari (96,97%)
     Români (1,39%)
     Necunoscut (0,51%)
     Alții (1,14%)
Componența confesională a satului Csólyospálos
     Romano-catolici (78,1%)
     Fără religie (3,32%)
     Reformați (1,78%)
     Necunoscută (16,62%)
     Luterani (0,18%)
     Alte religii (0,77%)
Conform recensământului din 2011, satul Csólyospálos avea 1.685 de locuitori. Din punct de vedere etnic, majoritatea locuitorilor (96,97%) erau maghiari, cu o minoritate de români (1,39%). Apartenența etnică nu este cunoscută în cazul a 0,51% din locuitori.  Din punct de vedere confesional, majoritatea locuitorilor (78,1%) erau romano-catolici, existând și minorități de persoane fără religie (3,32%) și reformați (1,78%). Pentru 16,62% din locuitori nu este cunoscută apartenența confesională.